# Podobizna
Podobizna je psychologická povídka Nikolaje Vasilijeviče Gogola, někdy zařazovaná do sbírky Arabesky, někdy vydávaná samostatně, napsaná v roce 1835.

## Děj
Povídka se skládá ze dvou částí.
V první z nich začínající talentovaný malíř Čartkov koupí v krámku s obrazy portrét muže, se zvláštně věrohodně namalovanýma, děs nahánějícíma živýma očima. Později, když se ho jeho domácí snaží vykázat z bytu za neplacení nájemného, najde v rámu obrazu skrytou sumu tisíc zlatých. Za tuto částku začne žít přepychovým životem, nechá o sobě v novinách zveřejnit pochvalný článek, stane se tzv. módním malířem a oblíbeným portrétistou šlechty, avšak jeho malířské schopnosti se horší a horší. Nakonec přestane malovat vůbec a zadává obrazy, které si šlechta objednala, svým žákům jako cvičení. Sám pouze hodnotí a stane se oblíbeným společníkem a kritikem. Jednoho dne je povolán k posouzení obrazu, jež maloval jeho dávný přítel, který naopak celý svůj život věnoval studiu starých mistrů a ke sklonku života namaloval své mistrovské dílo. Malíř Čartkov pozná, že on své nadání nerozvinul a život promarnil. Snaží se namalovat své mistrovské dílo, padlého anděla coby obraz sebe sama, ale to se mu nedaří. Příliš navykl rutině, ruka už nepustí umělce do jiných než „módních“ tahů. Zatrpkne a začne skupovat vzácné obrazy a pak je ničit. Uprostřed této zkázy zešílí a zemře.
Ve druhé z nich poté dojde k dražbě sbírky obrazů nejmenovaného mecenáše (snad je myšlen sám Čartkov, který některé z obrazů ve své sbírce nestačil zničit). Na této dražbě se objeví onen záhadný portrét. Kupci se o něj rvou, nabízí pohádkové sumy, fascinuje je věrohodnost oněch živých očí. Náhle začne mluvit jeden známý malíř a vysvětlí původ podobizny: v chudinské čtvrti Petrohradu kdysi žil lichvář. Každého, kdo si od něj půjčil peníze, postihla po nějaké době katastrofa. Tento lichvář nashromáždil velké bohatství a těsně před svou smrtí se nechal od otce onoho známého malíře (v povídce není jmenován) namalovat. Malíř se co nejvíc soustředil právě na oči, namaloval je neuvěřitelně dokonale. Ale právě zlý výraz těch očí ho natolik znechutil, že odmítl malovat dál. Nedokončenou podobiznu mu lichvář poslal zpět, že ji nechce, a krátce na to za podivných okolností zemřel. Malíř poté dal podobiznu několika svým známým, po čase je ale všechny postihla katastrofa. Nakonec se podobizny přece jen zbavil a ihned poté vstoupil do kláštera. Tam konal pokání, dlouhou dobu nemaloval, a nakonec byl požádán, aby namaloval oltářní obraz do kláštera. Starý malíř konečně namaloval své mistrovské dílo. Před smrtí uložil svému synovi, aby podobiznu stůj co stůj zničil. Jeho syn tedy na dražbě požaduje, aby mu byla podobizna dána ke spálení. Poté, co malíř dovysvětlí původ podobizny, zjistí se, že obraz byl ukraden.

## Filmové zpracování
- z roku 1947
- režie: Jiří Slavíček
- scénář: František Vlček st.
- kamera: Jan Roth
- hudba: Dalibor C. Vačkář
- hrají: Otomar Krejča starší, Luba Skořepová, Vladimír Šmeral, Ladislav Kulhánek, Karel Dostal, Rudolf Deyl mladší, Felix le Breux, Růžena Šlemrová, Ludmila Píchová, Emil Bolek, František Holar, Viktor Očásek, Bohumil Machník, Vladimír Hlavatý, Jiří Těšík, Rudolf Hrušínský nejstarší, Marie Nademlejnská, Břetislav Hrstka, Karel Hynek a další[1][2]

## Rozhlasové zpracování
Povídka byla zpracována v Českém rozhlasu v roce 2001 jako pětidílná četba na pokračování. Překlad: Anna Nováková, připravil: Miroslav Staněk, režii měl: Dimitrij Dudík.